# Zschöpperitz
Zschöpperitz ist ein Ortsteil von Göllnitz im ostthüringischen Altenburger Land. Er ist vor allem bekannt durch die jährlich hier stattfindende Gaudiregatta.

## Geografie
Zschöpperitz liegt unmittelbar südlich der L 1362 (Altenburg-Gera). Die Kreisstadt Altenburg liegt östlich in 10 km Entfernung. Schmölln liegt 9 km südlich, Meuselwitz 15 km nördlich und Gera 22 km westlich entfernt. Der Ort liegt am Kleinen Jordan, einem Zufluss der Blauen Flut.
Zschöpperitz liegt umschlossen von Feldern des Altenburg-Zeitzer Lößhügellandes. Angrenzende Orte sind im Uhrzeigersinn nördlich Rodameuschel als Ortsteil von Mehna, östlich Göllnitz mit dem Gewerbegebiet, südlich Kertschütz als weiterer Ortsteil von Göllnitz. Im Westen schließt sich die Gemeinde Dobitschen mit den Ortsteilen Meucha, Rolika und Pontewitz an.

## Geschichte
Erstmals urkundlich erwähnt wurde der Ort am 24. September 1140. Der Süden des Dorfes bildet die alte sorbische Siedlung, im Westen befindet sich der Dorfteich und die Bebauung des Nordens ist jüngeren Datums. Im Jahr 1939 hatte der Ort 199 Einwohner.
Zschöpperitz gehörte im Mittelalter bis 1243 zum Gau Plisni, danach zur Markgrafschaft Meißen bis 1485. Mit der Leipziger Teilung gelangte der zum wettinischen Amt Altenburg gehörige Landstrich zum ernestinischen Kurfürstentum Sachsen, bis durch den verlorenen Schmalkaldischen Krieg 1547 die Kurwürde an die Albertiner überging. Das Altenburger Land blieb noch bis 1554 albertinisch, danach zum Herzogtum Sachsen, welches im Zuge der Erfurter Teilung 1572 größtenteils im Herzogtum Sachsen-Weimar aufging. Von 1603 bis 1672 bestand das Herzogtum Sachsen-Altenburg, danach gehörte es zu drei Viertel zum Herzogtum Sachsen-Gotha-Altenburg, bis 1826 die zweite Altenburger Dynastie gegründet wurde. Zschöpperitz gehörte seitdem zum Ostkreis des Herzogtums Sachsen-Altenburg  und zum Amtsbezirk Tegkwitz, zum Amtsgerichtsbezirk Altenburg und ab 1. April 1900 zum Landratsamt Altenburg. Zschöpperitz gehörte ab 1918 zum Freistaat Sachsen-Altenburg, der 1920 im Land Thüringen aufging. Am 1. Oktober 1922 wurde dann der Landkreis Altenburg gegründet, der bei der zweiten Kreisreform in der DDR am 25. Juli 1952 geteilt wurde in die Kreise Altenburg und Schmölln im Bezirk Leipzig, Zschöpperitz kam zu Letzterem. Sie vereinigten sich nach der Wiedervereinigung im Zuge der thüringischen Kreisreform am 1. Juli 1994. Zschöpperitz wurde am 28. August 1973 in die Gemeinde Göllnitz eingegliedert, die sich 1994 der Verwaltungsgemeinschaft Altenburger Land anschloss. Mit Auflösung dieser wechselte Göllnitz im Jahr 2019 in die Verwaltungsgemeinschaft Rositz.

## Persönlichkeiten
- Julius Herrmann (1847–1886), Lehrer und Mitglied des Deutschen Reichstags